# Archipoeta
Archipoeta ("Ärkepoeten") är beteckningen på en till namnet okänd diktare, som levde i Köln i Tyskland under 1100-talet (född 1123-1135, död efter 1165). Han skrev dikter och visor på latin. Dessa har varit mycket populära på grund av sin ungdomliga och tragikomiska stil, tillsammans med ett välgjort bruk av poetiska finesser.
Hans mest kända dikt är Aestuans intrinsecus, som använts som studentsång. Dikten innehåller den välkända raden Meum est propositum in taberna mori, vilket betyder "jag har bestämt mig för att dö på krogen".
På svenska finns Från kejsarhovet och tavernan: vagantdikter (i översättning från latinet av Sven Collberg med efterskrift, noter och latinsk parallelltext, Ellerström, 1994).